# Pierre Casiraghi
Pierre Rainier Stefano Casiraghi, född 5 september 1987 i Monte Carlo, är yngste son till Prinsessan Caroline av Monaco (numera prinsessa av Hannover) och hennes andre make Stefano Casiraghi.
Han har uppkallats efter sin morfarsfar furst Pierre av Monaco, sin morfar furst Rainier III av Monaco och sin far. Hans gudföräldrar är morbrodern furst Albert II av Monaco och hans ingifta faster Laura Casiraghi (Daniel Casiraghis maka). 
Han har två äldre syskon : Andrea Albert Pierre Casiraghi och Charlotte Marie Pomeline Casiraghi, och en yngre halvsyster  Alexandra av Hannover. 
Han talar franska, italienska och engelska flytande, samt lite tyska. Han spelar saxofon.

### Fotnoter
1. ↑  Darryl Roger Lundy, The Peerage, The Peerage person-ID: p14802.htm#i148012.[källa från Wikidata]
2. ↑  läs online, team-malizia.com .[källa från Wikidata]
3. ↑  The Peerage person-ID: p14802.htm#i148012, läst: 7 augusti 2020.[källa från Wikidata]
4. 1 2 3 4  Darryl Roger Lundy, The Peerage.[källa från Wikidata]
5. ↑  Olle Berggren (11 februari 2011). ”Unga och ogifta kungligheter” (på svenska). Expressen. https://www.expressen.se/noje/extra/unga-och-ogifta-kungligheter/. Läst 30 juli 2019.